# Alfred Blalock
Alfred Blalock (* 5. April 1899 in Culloden, Georgia; † 15. September 1964 in Baltimore) war ein US-amerikanischer Chirurg. Er wurde insbesondere bekannt durch seine wegweisenden medizinischen Forschungen auf dem Gebiet des traumatischen Schocks und die Blalock-Taussig-Anastomose, die er gemeinsam mit seinem Assistenten Vivien Thomas und der Kinderärztin und Kardiologin Helen Taussig entwickelte. Die Blalock-Taussig-Operation wurde ursprünglich als Palliativoperation bei cyanotischen Kindern (Blue-Baby-Syndrom) eingesetzt, heute wird sie zur vorübergehenden Symptomlinderung bis zur endgültigen Operation im Kleinkindalter benutzt.
1954 erhielt er den Antonio-Feltrinelli-Preis und den Albert Lasker Award for Clinical Medical Research und 1959 den Canada Gairdner International Award. 1945 wurde er in die National Academy of Sciences, 1955 in die American Academy of Arts and Sciences und 1963 in die American Philosophical Society gewählt. Seit 1955 war er Mitglied der Académie des sciences.

## Ausbildung
Im Alter von 14 Jahren wurde Blalock in die Georgia Military Academy – die heutige Woodward Academy – aufgenommen, eine zur University of Georgia gehörende Vorbereitungsschule. 1918 erwarb er dort den Grad eines Bachelor of Arts. Anschließend besuchte er die Medical School der Johns Hopkins University. Er teilte sich dort ein Zimmer mit dem späteren Arzt Tinsley Randolph Harrison, mit dem ihn eine lebenslange Freundschaft verband. Er schloss sein medizinisches Studium 1922 mit einem Doktortitel der Johns-Hopkins-Universität in Baltimore ab. Da er auf eine Anstellung als Chirurg am „Johns Hopkins“ hoffte, blieb er die folgenden drei Jahre in Baltimore. In dieser Zeit absolvierte er eine Weiterbildung zum Facharzt der Urologie, arbeitete ein Jahr als Assistenzarzt für die chirurgische Abteilung und hospitierte (externship) in der Abteilung für Hals-Nasen-Ohren-Heilkunde. Im Sommer 1925 zog er nach Boston, wo er eine Festanstellung als Chirurg am Peter Bent Brigham Hospital antreten sollte, die er aber zugunsten einer Tätigkeit am Vanderbilt aufgab – „ohne seinen Koffer überhaupt ausgepackt zu haben“.

## Vanderbilt-Universität
Im Juli 1925 trat Blalock die neu geschaffene Stelle als festangestellter chirurgischer Oberarzt der Vanderbilt University in Nashville an, wo auch sein Freund Harrison arbeitete. Er unterstand Barney Brooks, Vanderbilts erstem Professor für Chirurgie und Direktor der chirurgischen Abteilung am Hospital der Vanderbilt-Universität. Blalock unterrichtete Medizinstudenten im dritten und vierten Studienjahr und war für das chirurgische Forschungslabor verantwortlich. In dieser Zeit fallen seine Forschungen über Ursachen und Behandlung des hämorrhagischen und traumatischen Schocks. Durch seine Experimente an Hunden erkannte er, dass der traumatische Schock durch Blutverlust (hypovolämischer Schock) verursacht wird. Er propagierte die Verwendung von Blutplasma und Blutprodukten zur unmittelbaren Therapie. Aufgrund dieser Erkenntnisse konnten während des Zweiten Weltkrieges zahlreiche Leben gerettet werden. Allerdings litt Blalock in diesen Jahren schubweise an Tuberkulose. Die erste Arbeit zur Schockbehandlung erschien 1927; sie war jedoch von seinem Freund Harrison anhand der von Blalock ermittelten Daten geschrieben worden, die dieser aufgrund seiner Erkrankung nicht selbst zusammenstellen konnte.
1938, das Jahr in dem Blalock Professor in Vanderbilt wurde, versuchte Blalock an Hunden Bluthochdruck im Lungenkreislauf (pulmonale Hypertonie) künstlich hervorzurufen, indem er die Arteria subclavia (Unterschlüsselbeinarterie) mit der linken Lungenarterie zusammennähte. Obgleich bei diesen Experimenten der gewünschte Effekt nicht auftrat, nahm er die Idee in späteren Jahren erneut auf.

## Johns-Hopkins-Universität
Als Blalock 1941 die Stelle als Oberarzt der Chirurgie am Johns-Hopkins-Hospital angeboten wurde, bestand er darauf, dass sein medizinisch-technischer Assistent Vivien Thomas mit ihm kommen sollte. Beide Männer verband eine enge Arbeitsbeziehung, die mehr als 30 Jahre bestehen bleiben sollte. Gemeinsam entwickelten sie eine Shunt-Technik als Therapie der Aortenisthmusstenose (eine Einengung der Körperhauptschlagader im Bereich des Aortenbogens). In der Zeit, als sie an diesem Thema arbeiteten, machte sie Helen Taussig auf das Problem der angeborenen Blausucht (englisch blue baby syndrome) bei Kindern aufmerksam.
Häufig ist die Ursache dieser Erkrankung eine Fallot-Tetralogie (abgekürzt ToF), einer Kombination von vier Herzfehlbildungen: Ventrikelseptumdefekten, einer reitenden Aorta sowie einer Pulmonalstenose, die in Folge zu einer Vergrößerung der rechten Herzhälfte führen. Kinder mit einer solchen Fehlbildung leiden an einer zentralen Sauerstoffunterversorgung, die bereits äußerlich durch eine blaue bis violette Färbung der Haut, der Schleimhäute sowie der Lippen und Fingernägel sichtbar sein kann (Zyanose).
Blalock entwickelte die Idee zu einer operativen Verbesserung dieses Zustands aus seinen früheren Versuchen zum Bluthochdruck. Sein Ansatz bestand darin, durch eine Verbindung (Anastomose, englisch Shunt) von Unterschlüsselbein- (Subclavia) mit der Pulmonalarterie mehr sauerstoffreiches Blut aus der Lunge in die linke Herzhälfte zu leiten, von wo es dann in den Körper gepumpt wird. Die chirurgische Technik wurde von Vivien Thomas an Hunden perfektioniert. Die erste Operation dieser Art wurde von Blalock und Taussig am 29. November 1944 an der zwei Jahre alten Eileen Saxon vorgenommen; die sichtbare Blaufärbung des Kindes verschwand unmittelbar nach Abschluss der Operation. Zwar konnte in diesem Fall das Leben des Kindes lediglich um zwei Monate verlängert werden; die Operation selbst aber war eine Pionierarbeit der pädiatrischen Herzchirurgie.
Von 1941 bis 1964 war Blalock Direktor des Department of Surgery der Johns-Hopkins-Universität.

## Filme über Blalock und seinen Assistenten Vivien Thomas
2003 strahlte der Public Broadcasting Service im Rahmen der Sendereihe American Experience den Dokumentarfilm Partners of the Heart aus, der die Zusammenarbeit von Blalock und Vivien Thomas an der Vanderbilt- und der Johns-Hopkins-Universität zum Thema hat. Regie führte Andrea Kalin, die zusammen mit Lou Potter auch das Skript verfasst hatte. In die Dokumentation eingebettet sind Rückblenden mit Morgan Freeman als Erzähler; Regisseur dieser Rückblenden war Bill Duke. Partners of the Heart wurde 2004 mit dem Erik-Barnouw-Preis der Organization of American Historians für die beste Geschichtsdokumentation ausgezeichnet.
Im Jahr 2004 wurde bei HBO der Spielfilm Ein Werk Gottes über die Zusammenarbeit von Blalock und Thomas ausgestrahlt. Blalock wird hier von Alan Rickman, Thomas von Mos Def dargestellt, Regie führte Joseph Sargent, Produzent war Robert Cort. Diese TV-Produktion wurde, neben anderen Preisen, 2004 mit drei Emmys und 2005 mit einem Peabody Award ausgezeichnet.

## Veröffentlichungen (Auswahl)
- Cardiovascular surgery, past and present. In: J. Thor. and Cardiovasc. Surg. Band 51, 1966, S. 153 ff.